# Дублянський Олександр Павлович
Дублянський Олександр Павлович (14 березня 1713 — після 1784) — Генеральний суддя за правління гетьмана Кирила Розумовського в 1762—1764 рр., Генеральний суддя Генерального суду (1770—1781 рр.) під час Глухівського періоду в історії України, бунчуковий товариш, дійсний статський радник (1781 р.).

## Освіта та початок діяльності
Народився єдиним сином в родині стародубського полового писаря Павла Романовича Дублянського.
2 грудня 1735 року за «військові служби батька» на його місце так як один у батька був син його приймають в службу під бунчуковий знак гетьманський (1735—1762 — ?).
У 1750 році знаходиться на службі в Стародубській полковій рахунковій комісії.
В Універсалі гетьмана Кирила Розумовського у липні 1761 року говорилось:
|  | ради ныне впредь до бытия настоящего в том полку полковника, определены от нас бунч. товарищи Александр Дублянский и Петр Миклашевский ко управлению тем Старод. полком, к присутствию в полковой старод. канцелярии, обще с имеючимись при полку в наличности полковыми старшинами… |

На час обрання до Генеральної військової канцелярії О.Дублянський входив до колегіального управління Стародубським полком разом з Петром Андрійовичем Миклашевським.

### Суддя в Глухові
Обійняв уряд Генерального судді 8 березня 1762 року за правління гетьмана Кирила Розумовського.
Під час існування Другої Малоросійської колегії у 1770—1781 роках працював Генеральним суддею Генерального суду разом із суддею Іллею Журманом.

## Володіння та сім'я
В 1781 році після виходу на пенсію отримав звання дійсний статський радник та у володіння за ранг генерального судді село Суворове нині Путивльському районі Сумської області. Він був власником 56 посполитих дворів у селі, в яких було 62 хати
Станом на 1737 рік володів у Мглинській сотні житловими дворами, включаючи один двір в слободі Олександрівка.
Одружився з Дарією Андріївною Гудович (1714 — ?).
Їх донька Олена була дружиною бунчукового товариша Йосипа Васильовича Рославця (1725 — ?).
Ще одна донька Ганна була одружена з бунчуковим товаришем Петром Григоровичем Долинським (1758 — ?).
На пенсії жив будинку із «шістнадцяти покоїв», що побудував його батько, у селі Дідово нині село Мишківського сільського поселення Стародубського району Брянської області. Володів 378 душами.